# Trasa Mostu Marii Skłodowskiej-Curie
Ten artykuł dotyczy przyszłego wydarzenia. Informacje w nim zawarte mogą się zmienić wraz z pojawieniem się nowych faktów, a początkowe doniesienia mogą być niepewne. Ostatnie aktualizacje tego artykułu mogą nie odzwierciedlać najbardziej aktualnych informacji.
Trasa Mostu Marii Skłodowskiej-Curie (dawniej Trasa Mostu Północnego) – budowana trasa w Warszawie, w skład której wchodzi otwarty w marcu 2012 jeden z najnowszych mostów w Warszawie – most Marii Skłodowskiej-Curie.

## Plany
Realizacja Trasy Mostu Marii Skłodowskiej-Curie jest podzielona na etapy:
- Most Marii Skłodowskiej-Curie wraz z dojazdami, tj. odcinek od węzła Pułkowa z Wisłostradą do węzła Modlińska na Białołęce. W tym etapie wybudowane zostało także przedłużenie trasy od węzła Pułkowa do rejonu ostatniej stacji pierwszej linii metra Młociny, gdzie powstał pod koniec 2008 roku węzeł komunikacyjny Młociny. Odcinek otwarty w marcu 2012:
  - Most Marii Skłodowskiej-Curie wraz z dojazdem od węzła Modlińska – budowa rozpoczęta pod koniec maja 2009 roku,
  - Fragment trasy łączący węzeł Pułkowa wraz z węzłem Młociny – pozwolenie na budowę pod koniec września 2009.

- Budowa dalszych części Trasy Mostu Marii Skłodowskiej-Curie, na odcinku od węzła Młociny do węzła z Trasą N-S na Bielanach oraz od węzła Modlińska do ulicy Płochocińskiej była planowana w następnych latach. 23 września 2009 roku ogłoszony już przetarg na projekt odcinka po prawej stronie Wisły został jednak unieważniony[1], ze względu na brak środków finansowych.

- Budowa pozostałych odcinków Trasy Mostu Marii Skłodowskiej-Curie (niezaznaczonych na mapie) od ulicy Płochocińskiej do węzła z Trasą Olszynki Grochowskiej i dalej do Wschodniej Obwodnicy Warszawy oraz od Trasy N-S do węzła z trasą Salomea-Wolica są nadal w sferze koncepcji i brak jakichkolwiek terminów wykonania tych odcinków.

## Historia budowy
4 sierpnia 2010 roku podpisano umowę pomiędzy miastem stołecznym Warszawa a Centrum Unijnych Projektów Transportowych, która dotyczyła dofinansowania projektu „Budowa Trasy Mostu Północnego”. Umowa obejmowała dwa odcinki Trasy: sam most Marii Skłodowskiej-Curie oraz odcinek Pułkowa - Młociny. Całkowity koszt projektu to 1 150 581 207 zł, z czego unijne dofinansowanie wyniosło 374 599 231 zł. Odcinek został oddany do użytku 25 marca 2012.

## Galeria

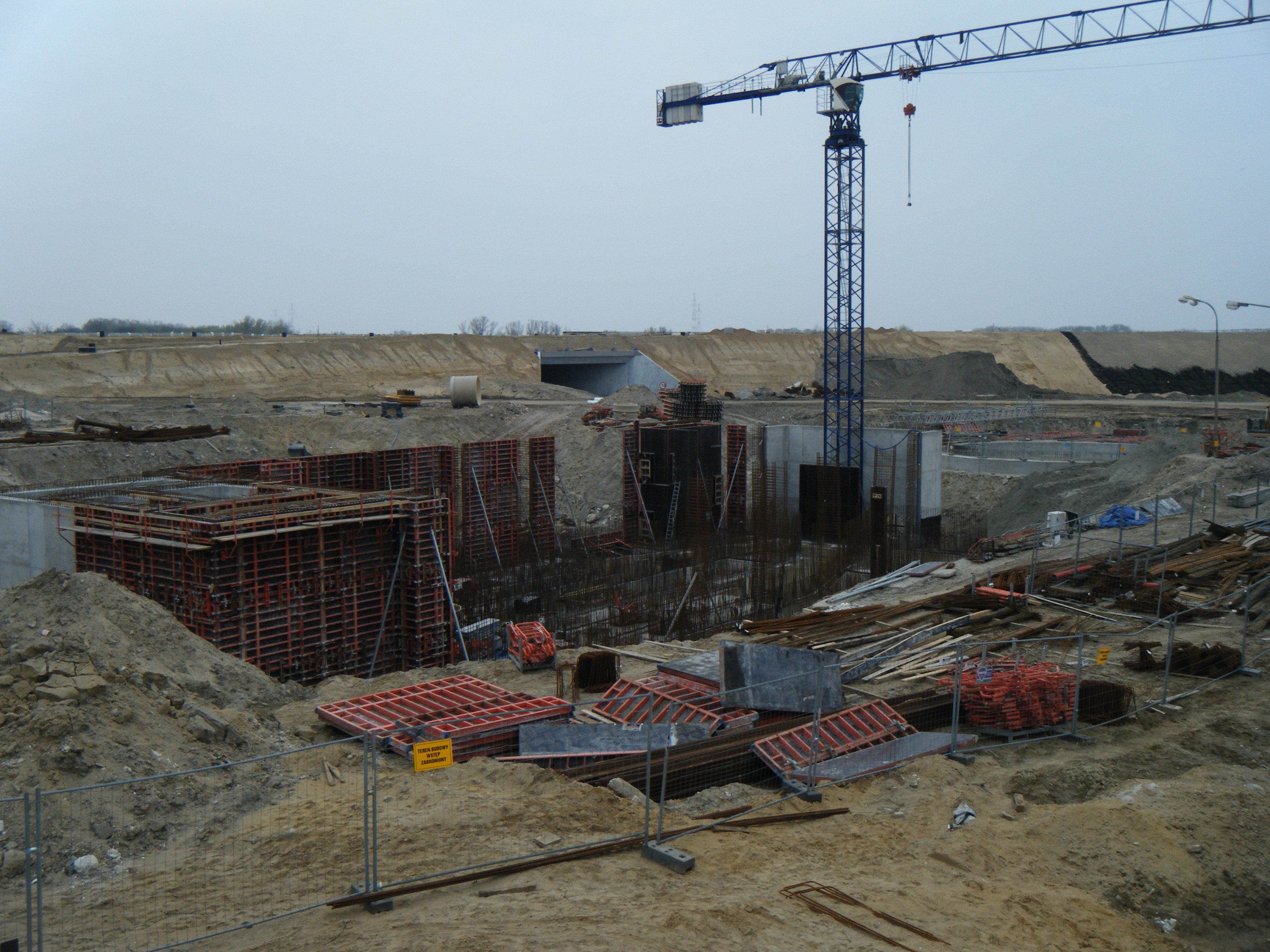
Budowa Trasy Mostu Północnego od strony Bielan
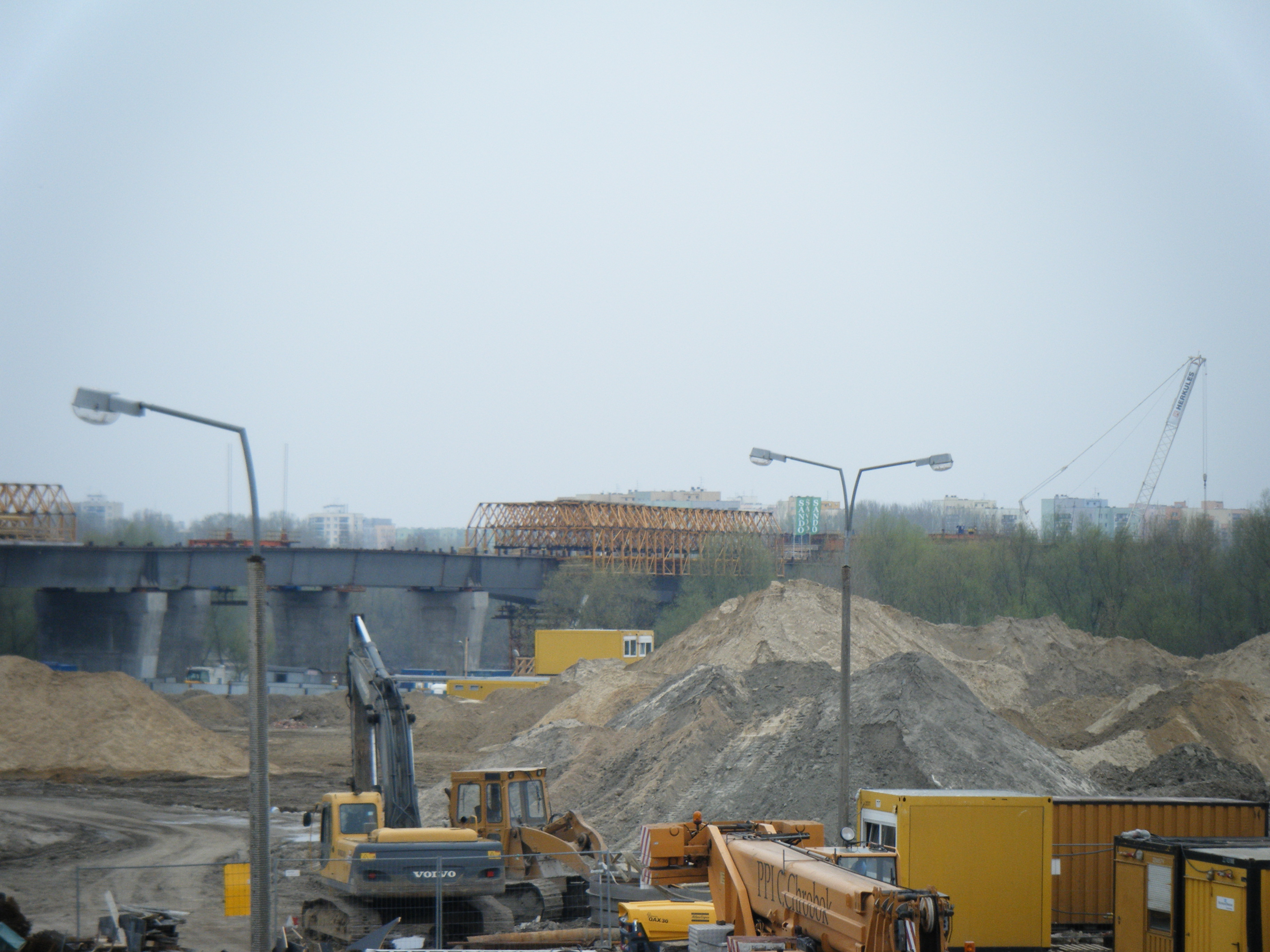
Budowa Trasy Mostu Północnego od strony Bielan
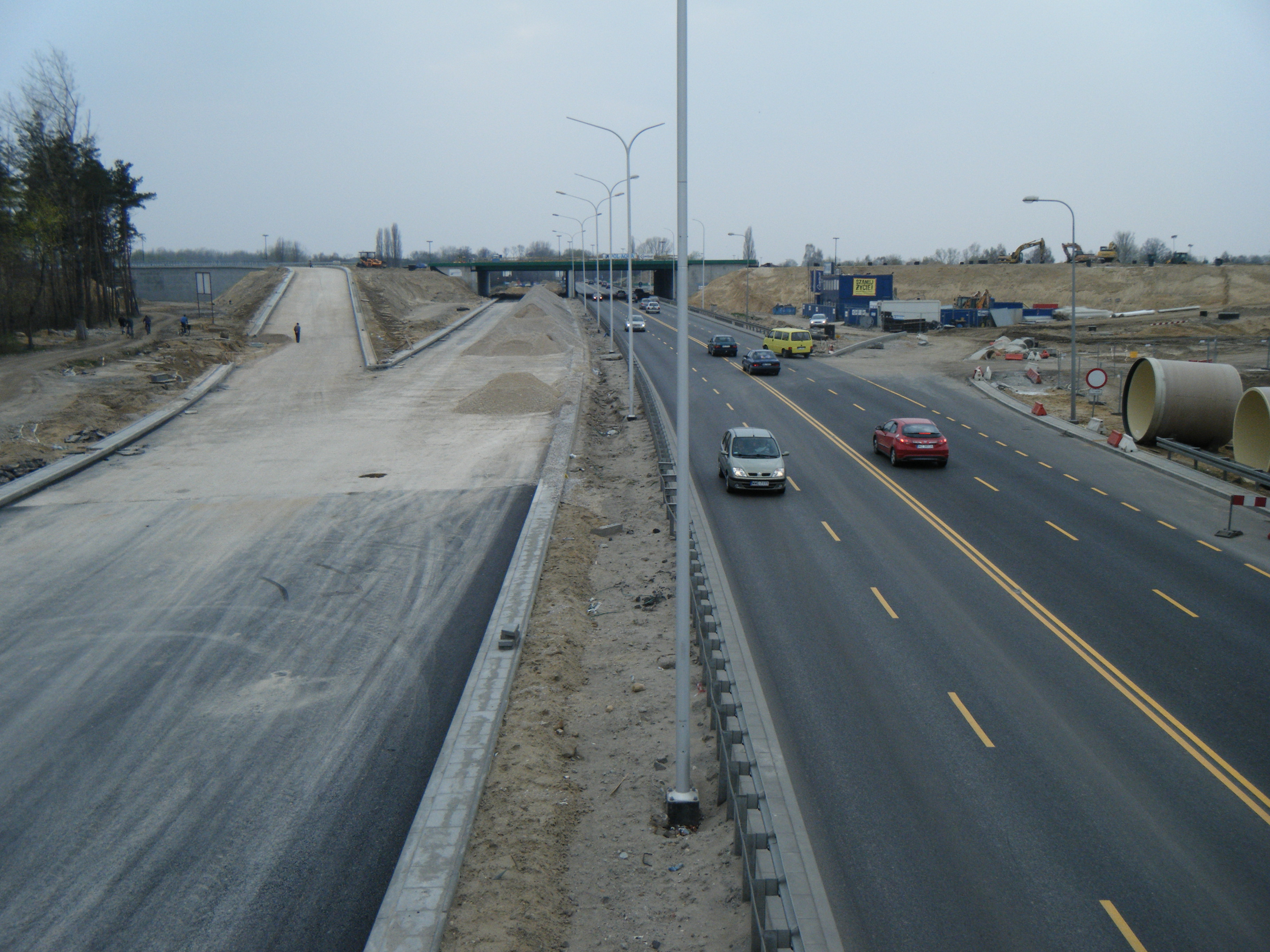
Budowa skrzyżowania Trasy Mostu Północnego z Wisłostradą
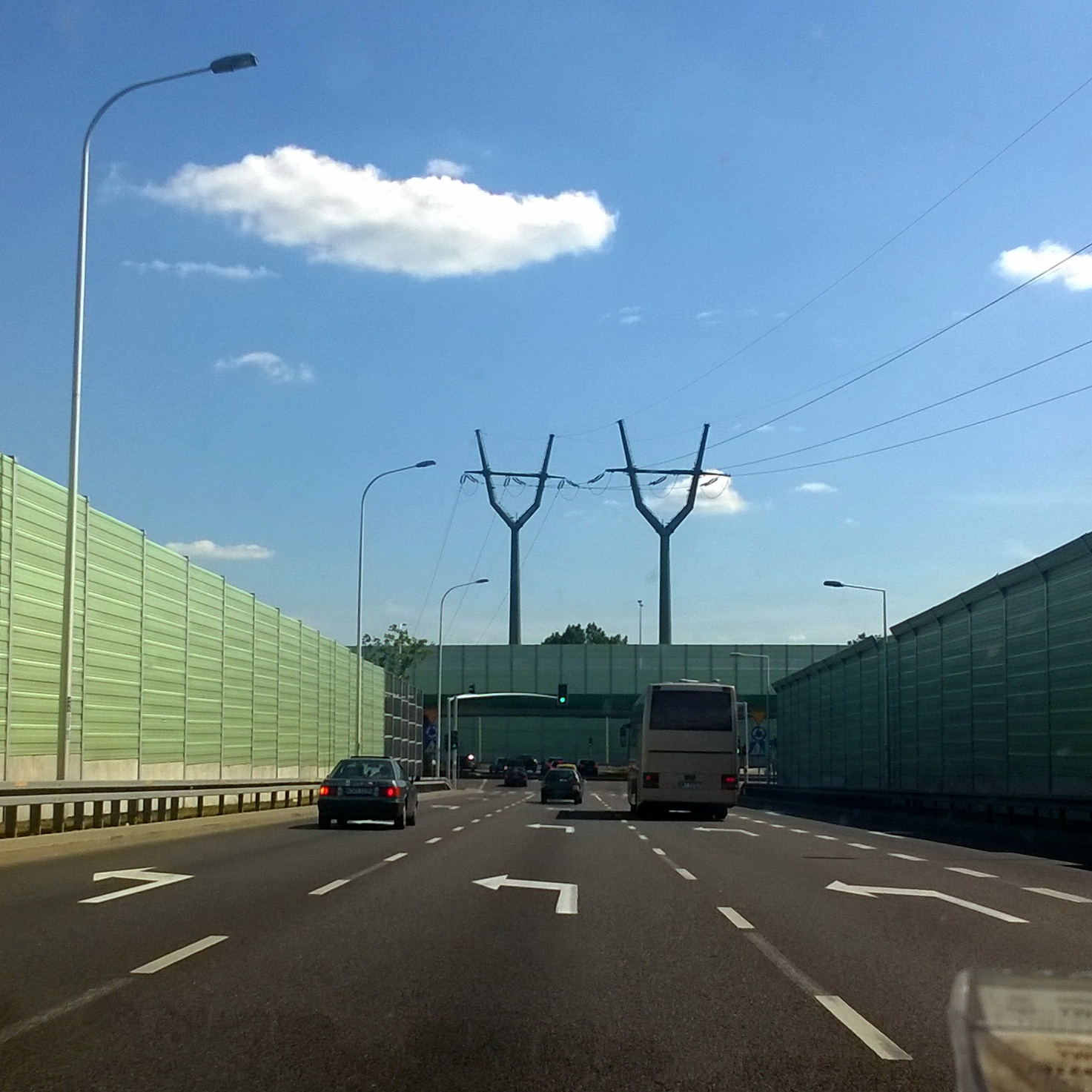
Fragment trasy w 2015